# 산칭산
산칭산(중국어: 三清山)은 장시성 상라오 시 위산 현과 더싱 시의 경계에 위치하며, 위산 현의 중심으로부터 약 50 km, 상라오 시로부터 약 78 km 떨어져 있다. 회옥산맥 갈래의 도교의 명산이며, 풍경이 수려하다. 산칭산의 이름은 삼봉(옥경, 옥화)의 모습이 높고 험해 마치 삼청이 정상에 앉아 있는 것 같다(三峰峻抜、如三清列坐其巓)라는 말에서 유래되었다. 삼봉 가운데 옥경봉(玉京峰)이 가장 높고, 해발 1819.9m이다.
2008년 7월 8일, 캐나다의 퀘벡주에서 개최된 제32회 세계유산 대회에서, 등록을 승인하였다. 산칭산은 중국에서 7번째의 세계자연유산이며, 강서성에서는 현재 유일한 세계자연유산이다.

## 역사
동진 시대에 갈홍이 땅에서 불로장생의 단약을 만들었던 것이 시작이다. 당 희종의 시대에, 신천 태수 왕감이 태수에서 해임된 후 산칭산에서 은둔생활을 했다. 송나라 때 왕감의 후예인 왕림이 도관을 건설해, 산칭산은 도가의 ‘동천복지’가 되었다.

## 명승
산칭산은 1988년 8월, 국가중점풍경명승구의 중국국가4A급여유경구로 지정되었다. 2005년 9월 산칭산은 중화인민공화국 국토자원부에서 국가지질공원으로서 인정되었다. 산칭산은 야생 동식물의 보고이며, 22,950 헥타르의 공원 내에는, 식물 1000 종류 이상, 동물 800 종류 이상이 존재한다.
- 삼봉
  - 위징 봉 (玉京峰 옥경봉)
  - 위화 봉 (玉華峰 옥화봉)
  - 위쉬 봉 (玉虛峰 옥허봉)

- 산칭산 9대경구
  - 남청원
  - 만수소노
  - 서해안
  - 양광해안
  - 옥경봉
  - 삼청관
  - 서화대
  - 삼동구
  - 석고령
  - 옥령관

- 산칭산10대절경：사춘여신, 거망출산, 후왕헌실, 옥녀개회, 로도배월, 관음상곡, 갈홍헌단, 신룡희송, 삼용출해, 포뇌명천

## 갤러리

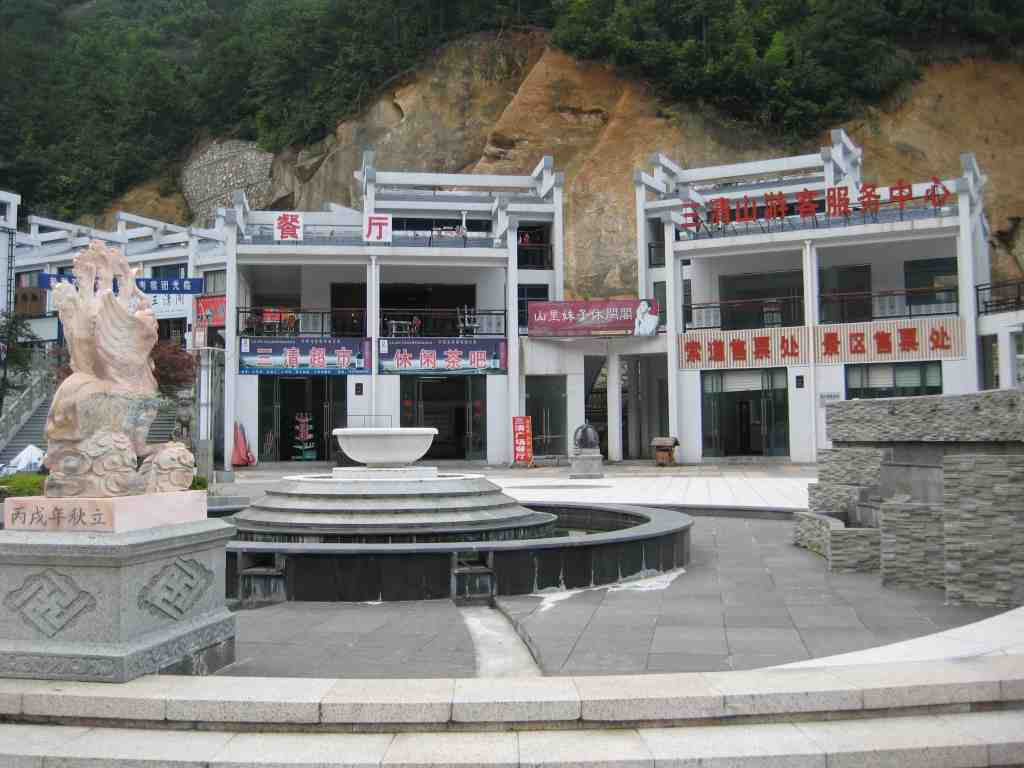
산칭산 매표소
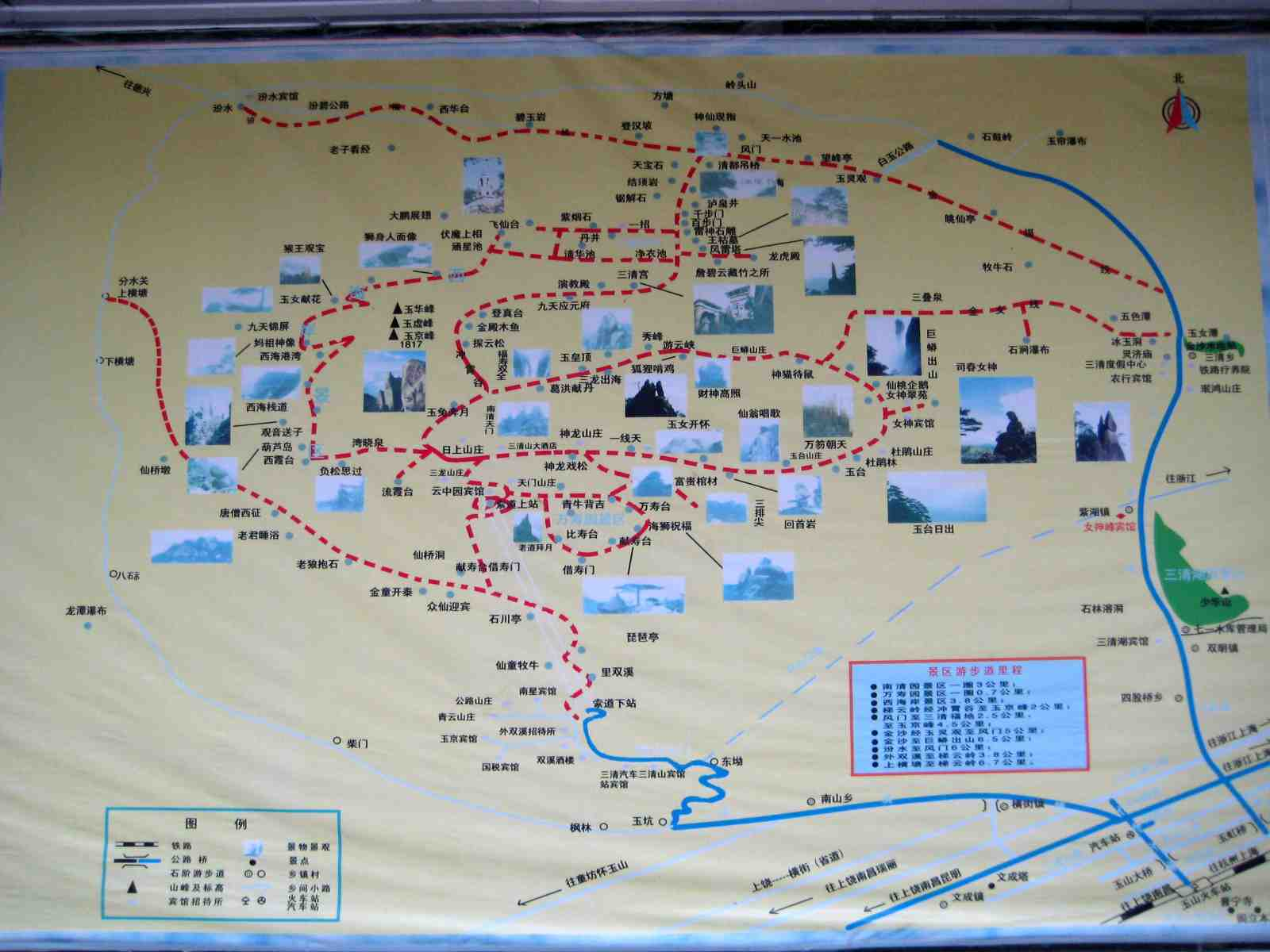
산칭산 지도
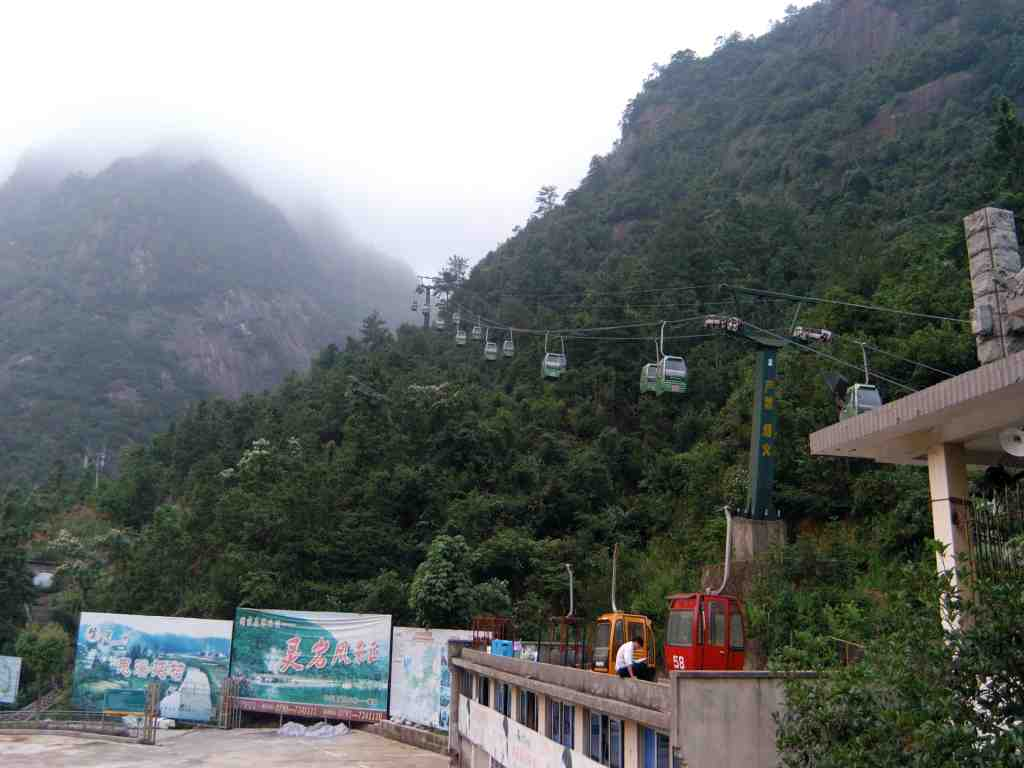
산칭산 삭도
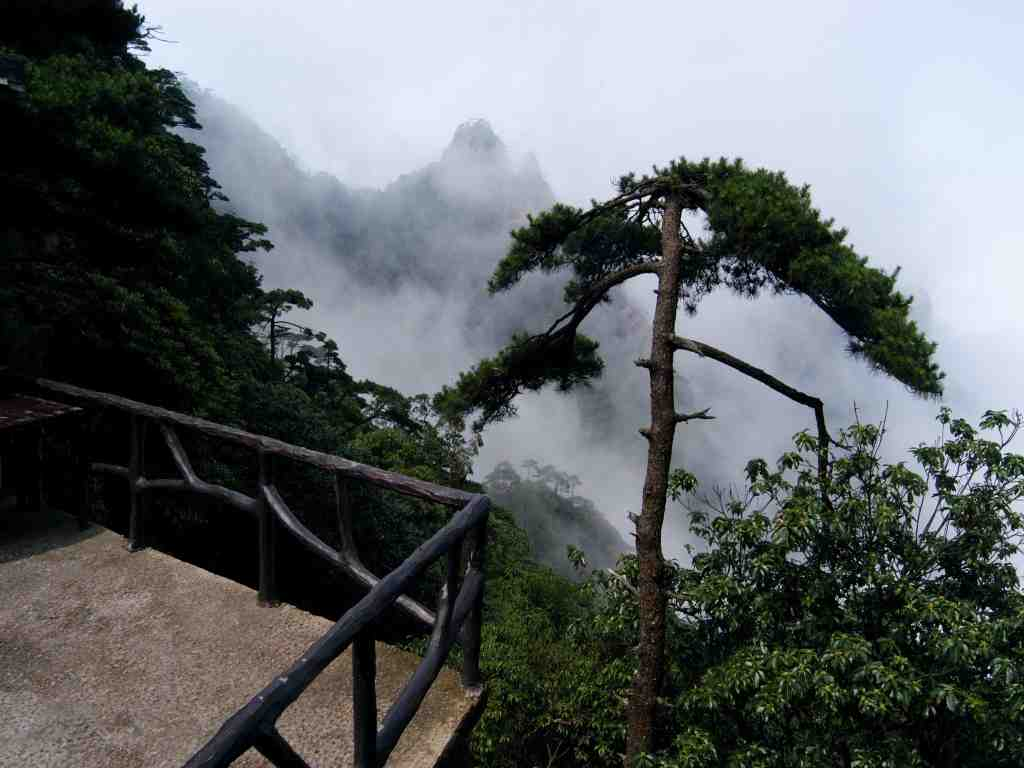
산칭산의 소나무
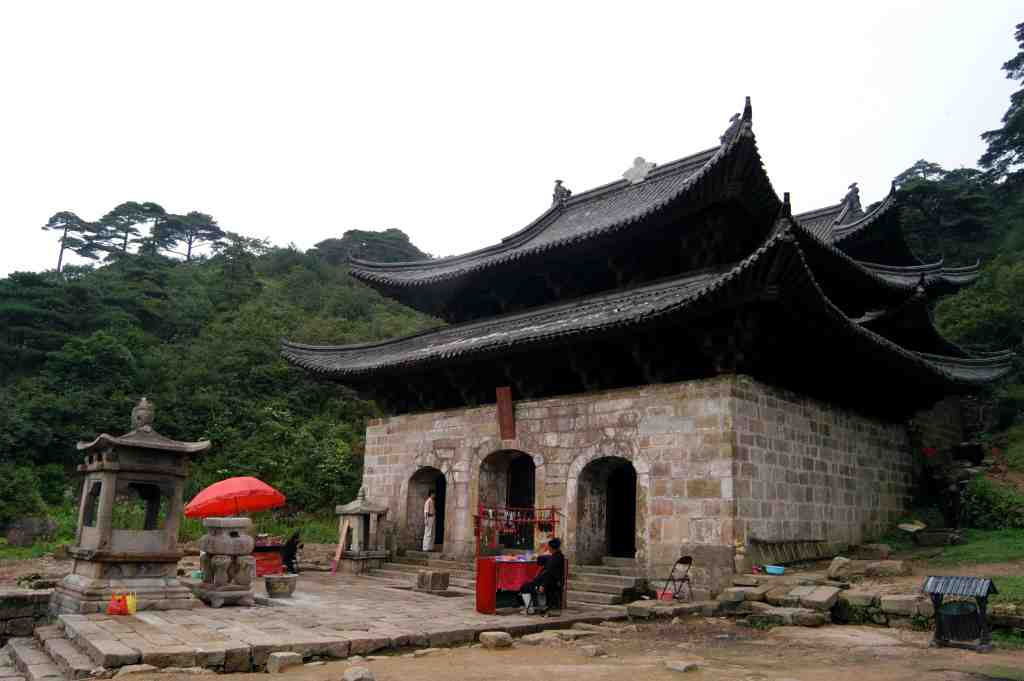
삼청궁
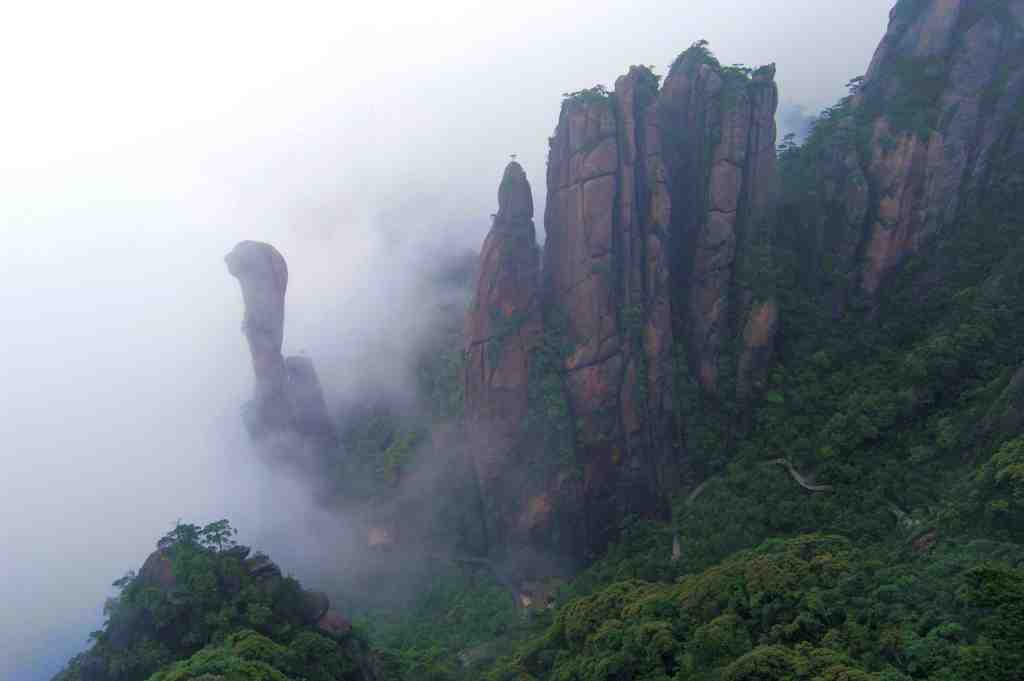
거망출산의 운무
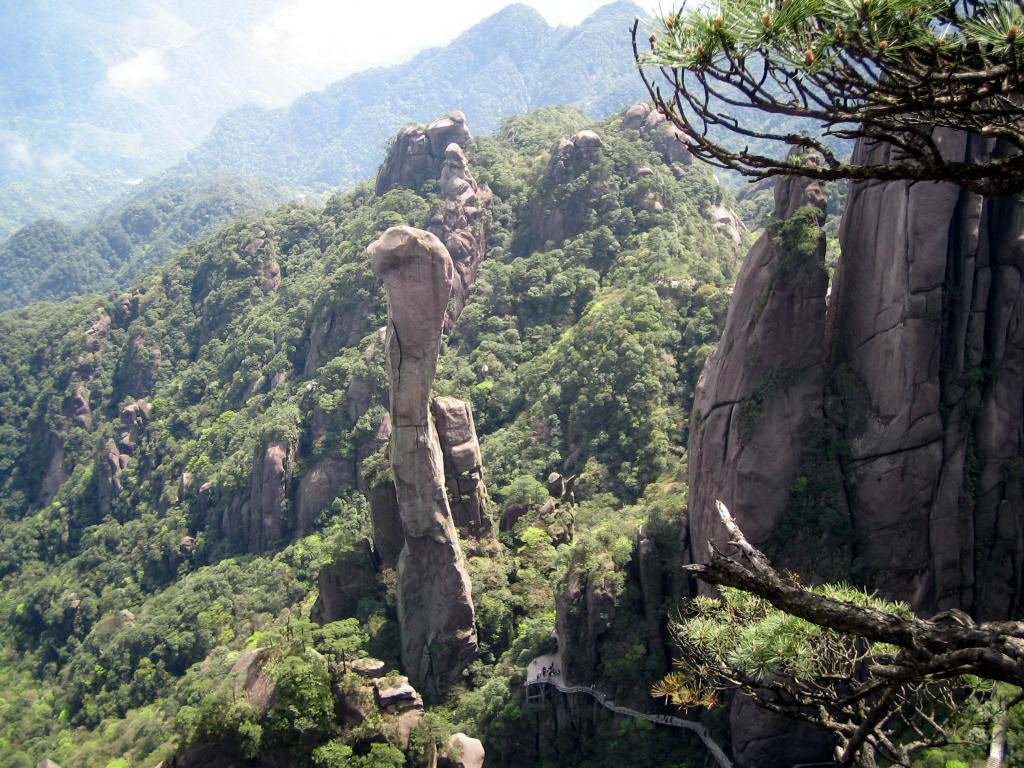
거망출산(巨蟒出山)
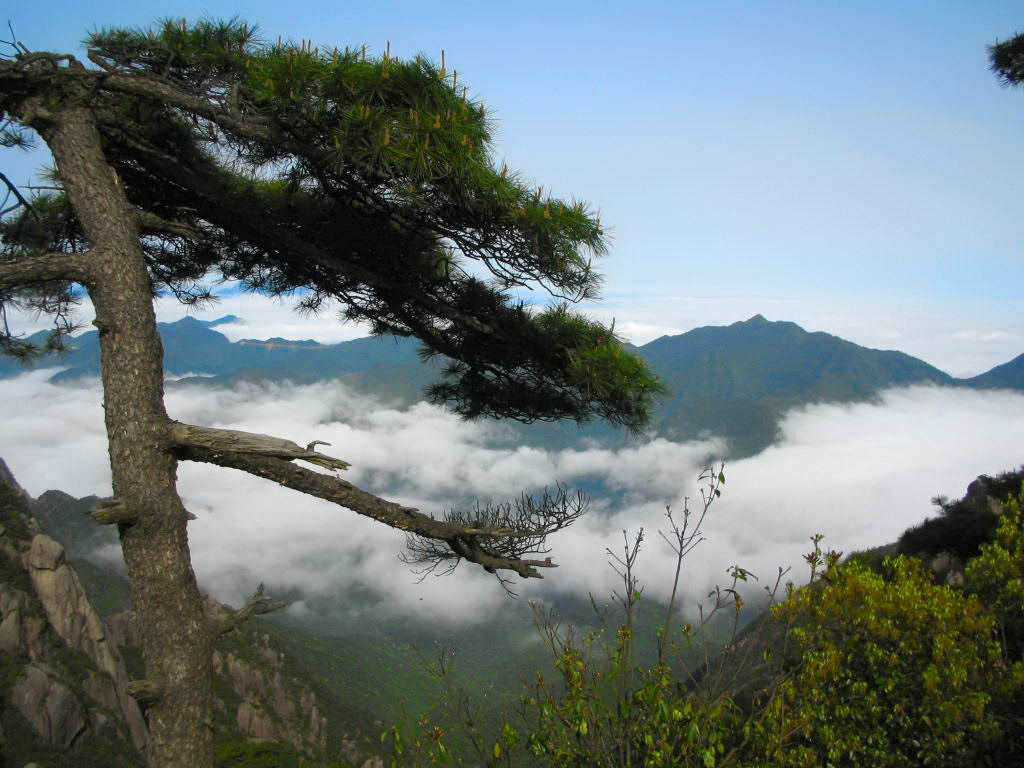
산칭산 풍경
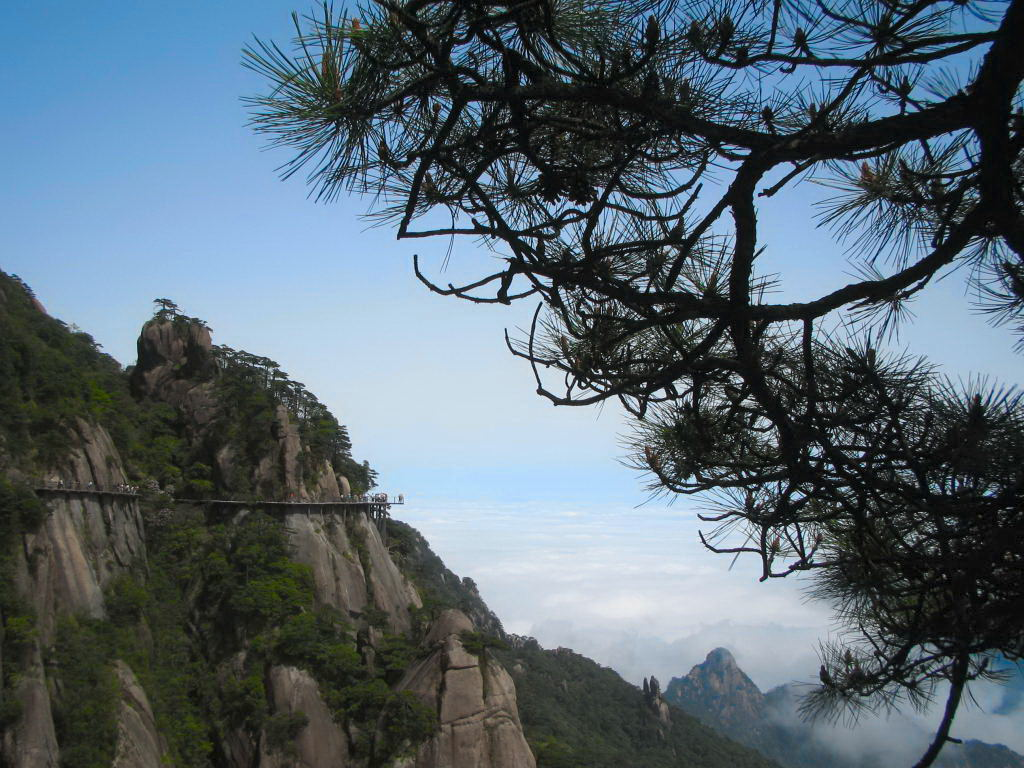
산칭산 풍경
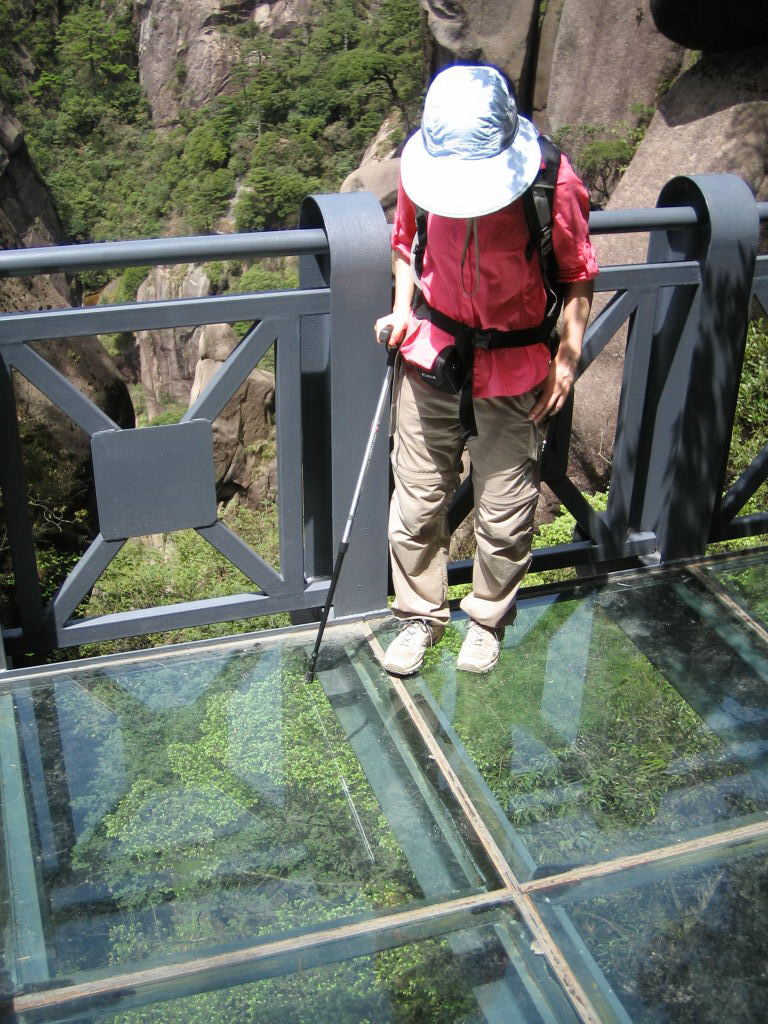
투명대
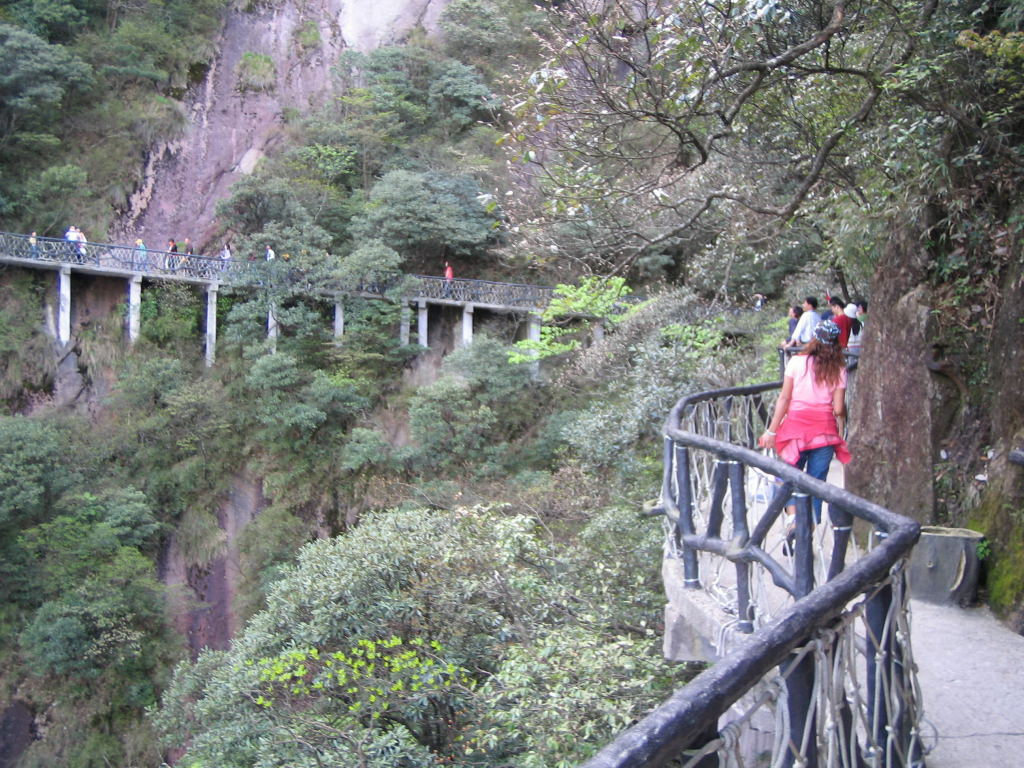
산칭산 풍경
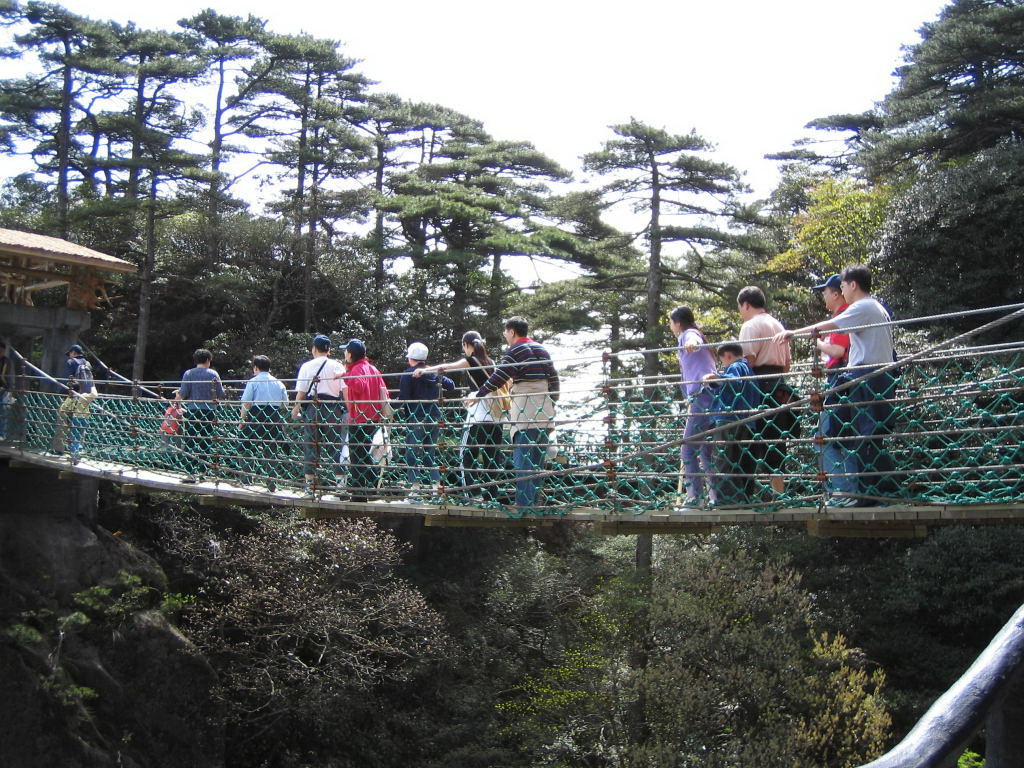
산칭산 풍경

## 같이 보기
- 중국의 세계유산